# Список астероїдів (1401—1500)
| Назва                            | Тимчасове позначення | Дата відкриття    | Місце відкриття                            | Відкривач           |
| -------------------------------- | -------------------- | ----------------- | ------------------------------------------ | ------------------- |
| 1401 Лавонне (Lavonne)           | 1935 UD              | 22 жовтня 1935    | Королівська обсерваторія Бельгії           | Ежен Жозеф Дельпорт |
| 1402 Ері (Eri)                   | 1936 OC              | 16 липня 1936     | Обсерваторія Гейдельберг-Кеніґштуль        | К. В. Райнмут       |
| 1403 Ідельсонія (Idelsonia)      | 1936 QA              | 13 серпня 1936    | Сімеїз                                     | Григорій Неуймін    |
| 1404 Ajax                        | 1936 QW              | 17 серпня 1936    | Обсерваторія Гейдельберг-Кеніґштуль        | К. В. Райнмут       |
| 1405 Сібелій (Sibelius)          | 1936 RE              | 12 вересня 1936   | Турку                                      | Ірйо Вяйсяля        |
| 1406 Комппа (Komppa)             | 1936 RF              | 13 вересня 1936   | Турку                                      | Ірйо Вяйсяля        |
| 1407 Лінделеф (Lindelof)         | 1936 WC              | 21 листопада 1936 | Турку                                      | Ірйо Вяйсяля        |
| 1408 Трусанда (Trusanda)         | 1936 WF              | 23 листопада 1936 | Обсерваторія Гейдельберг-Кеніґштуль        | К. В. Райнмут       |
| 1409 Іско (Isko)                 | 1937 AK              | 8 січня 1937      | Обсерваторія Гейдельберг-Кеніґштуль        | К. В. Райнмут       |
| 1410 Марґарет (Margret)          | 1937 AL              | 8 січня 1937      | Обсерваторія Гейдельберг-Кеніґштуль        | К. В. Райнмут       |
| 1411 Брауна (Brauna)             | 1937 AM              | 8 січня 1937      | Обсерваторія Гейдельберг-Кеніґштуль        | К. В. Райнмут       |
| 1412 Лагрула (Lagrula)           | 1937 BA              | 19 січня 1937     | Алжирська обсерваторія                     | Луї Буаєр           |
| 1413 Рокарі (Roucarie)           | 1937 CD              | 12 лютого 1937    | Алжирська обсерваторія                     | Луї Буаєр           |
| 1414 Жером (Jerome)              | 1937 CE              | 12 лютого 1937    | Алжирська обсерваторія                     | Луї Буаєр           |
| 1415 Малаутра (Malautra)         | 1937 EA              | 4 березня 1937    | Алжирська обсерваторія                     | Луї Буаєр           |
| 1416 Ренокса (Renauxa)           | 1937 EC              | 4 березня 1937    | Алжирська обсерваторія                     | Луї Буаєр           |
| 1417 Валінскія (Walinskia)       | 1937 GH              | 1 квітня 1937     | Обсерваторія Гейдельберг-Кеніґштуль        | К. В. Райнмут       |
| 1418 Фаєта (Fayeta)              | 1903 RG              | 22 вересня 1903   | Обсерваторія Гейдельберг-Кеніґштуль        | Пауль Ґец           |
| 1419 Данциг (Danzig)             | 1929 RF              | 5 вересня 1929    | Обсерваторія Гейдельберг-Кеніґштуль        | К. В. Райнмут       |
| 1420 Редкліф (Radcliffe)         | 1931 RJ              | 14 вересня 1931   | Обсерваторія Гейдельберг-Кеніґштуль        | К. В. Райнмут       |
| 1421 Есперанто (Esperanto)       | 1936 FQ              | 18 березня 1936   | Турку                                      | Ірйо Вяйсяля        |
| 1422 Стремгренія (Stromgrenia)   | 1936 QF              | 23 серпня 1936    | Обсерваторія Гейдельберг-Кеніґштуль        | К. В. Райнмут       |
| 1423 Хосе (Jose)                 | 1936 QM              | 28 серпня 1936    | Королівська обсерваторія Бельгії           | Жозеф Унаер         |
| 1424 Зундманія (Sundmania)       | 1937 AJ              | 9 січня 1937      | Турку                                      | Ірйо Вяйсяля        |
| 1425 Туорла (Tuorla)             | 1937 GB              | 3 квітня 1937     | Турку                                      | Кустаа Інкері       |
| 1426 Рівьєра (Riviera)           | 1937 GF              | 1 квітня 1937     | Обсерваторія Ніцци                         | Марґеріт Ложьє      |
| 1427 Рувума (Ruvuma)             | 1937 KB              | 16 травня 1937    | Республіканська обсерваторія Йоганнесбурга | Сиріл Джексон       |
| 1428 Момбаса (Mombasa)           | 1937 NO              | 5 липня 1937      | Республіканська обсерваторія Йоганнесбурга | Сиріл Джексон       |
| 1429 Пемба (Pemba)               | 1937 NH              | 2 липня 1937      | Республіканська обсерваторія Йоганнесбурга | Сиріл Джексон       |
| 1430 Сомалі (Somalia)            | 1937 NK              | 5 липня 1937      | Республіканська обсерваторія Йоганнесбурга | Сиріл Джексон       |
| 1431 Луанда (Luanda)             | 1937 OB              | 29 липня 1937     | Республіканська обсерваторія Йоганнесбурга | Сиріл Джексон       |
| 1432 Ефіопія (Ethiopia)          | 1937 PG              | 1 серпня 1937     | Республіканська обсерваторія Йоганнесбурга | Сиріл Джексон       |
| 1433 Жерамтина (Geramtina)       | 1937 UC              | 30 жовтня 1937    | Королівська обсерваторія Бельгії           | Ежен Жозеф Дельпорт |
| 1434 Марґот (Margot)             | 1936 FD1             | 19 березня 1936   | Сімеїз                                     | Григорій Неуймін    |
| 1435 Ґарлена (Garlena)           | 1936 WE              | 23 листопада 1936 | Обсерваторія Гейдельберг-Кеніґштуль        | К. В. Райнмут       |
| 1436 Салонта (Salonta)           | 1936 YA              | 11 грудня 1936    | Обсерваторія Конколь                       | Дєрдь Кулін         |
| 1437 Diomedes                    | 1937 PB              | 3 серпня 1937     | Обсерваторія Гейдельберг-Кеніґштуль        | К. В. Райнмут       |
| 1438 Венділін (Wendeline)        | 1937 TC              | 11 жовтня 1937    | Обсерваторія Гейдельберг-Кеніґштуль        | К. В. Райнмут       |
| 1439 Фоґтія (Vogtia)             | 1937 TE              | 11 жовтня 1937    | Обсерваторія Гейдельберг-Кеніґштуль        | К. В. Райнмут       |
| 1440 Ростія (Rostia)             | 1937 TF              | 11 жовтня 1937    | Обсерваторія Гейдельберг-Кеніґштуль        | К. В. Райнмут       |
| 1441 Больяй (Bolyai)             | 1937 WA              | 26 листопада 1937 | Обсерваторія Конколь                       | Дєрдь Кулін         |
| 1442 Корвіна (Corvina)           | 1937 YF              | 29 грудня 1937    | Обсерваторія Конколь                       | Дєрдь Кулін         |
| 1443 Руппіна (Ruppina)           | 1937 YG              | 29 грудня 1937    | Обсерваторія Гейдельберг-Кеніґштуль        | К. В. Райнмут       |
| 1444 Паннонія (Pannonia)         | 1938 AE              | 6 січня 1938      | Обсерваторія Конколь                       | Дєрдь Кулін         |
| 1445 Конколя (Konkolya)          | 1938 AF              | 6 січня 1938      | Обсерваторія Конколь                       | Дєрдь Кулін         |
| 1446 Сіланпяя (Sillanpaa)        | 1938 BA              | 26 січня 1938     | Турку                                      | Ірйо Вяйсяля        |
| 1447 Утра (Utra)                 | 1938 BB              | 26 січня 1938     | Турку                                      | Ірйо Вяйсяля        |
| 1448 Ліндбладія (Lindbladia)     | 1938 DF              | 16 лютого 1938    | Турку                                      | Ірйо Вяйсяля        |
| 1449 Віртанен (Virtanen)         | 1938 DO              | 20 лютого 1938    | Турку                                      | Ірйо Вяйсяля        |
| 1450 Раймонда (Raimonda)         | 1938 DP              | 20 лютого 1938    | Турку                                      | Ірйо Вяйсяля        |
| 1451 Ґране (Grano)               | 1938 DT              | 22 лютого 1938    | Турку                                      | Ірйо Вяйсяля        |
| 1452 Гуннія (Hunnia)             | 1938 DZ1             | 26 лютого 1938    | Обсерваторія Конколь                       | Дєрдь Кулін         |
| 1453 Феннія (Fennia)             | 1938 ED1             | 8 березня 1938    | Турку                                      | Ірйо Вяйсяля        |
| 1454 Калевала (Kalevala)         | 1936 DO              | 16 лютого 1936    | Турку                                      | Ірйо Вяйсяля        |
| 1455 Мітчелла (Mitchella)        | 1937 LF              | 5 червня 1937     | Обсерваторія Гейдельберг-Кеніґштуль        | Альфред Борман      |
| 1456 Салдана (Saldanha)          | 1937 NG              | 2 липня 1937      | Республіканська обсерваторія Йоганнесбурга | Сиріл Джексон       |
| 1457 Анкара (Ankara)             | 1937 PA              | 3 серпня 1937     | Обсерваторія Гейдельберг-Кеніґштуль        | К. В. Райнмут       |
| 1458 Мінеура (Mineura)           | 1937 RC              | 1 вересня 1937    | Королівська обсерваторія Бельгії           | Фернан Ріґо         |
| 1459 Маґнія (Magnya)             | 1937 VA              | 4 листопада 1937  | Сімеїз                                     | Григорій Неуймін    |
| 1460 Халтія (Haltia)             | 1937 WC              | 24 листопада 1937 | Турку                                      | Ірйо Вяйсяля        |
| 1461 Жан-Жак (Jean-Jacques)      | 1937 YL              | 30 грудня 1937    | Обсерваторія Ніцци                         | Марґеріт Ложьє      |
| 1462 Заменгоф (Zamenhof)         | 1938 CA              | 6 лютого 1938     | Турку                                      | Ірйо Вяйсяля        |
| 1463 Норденмаркія (Nordenmarkia) | 1938 CB              | 6 лютого 1938     | Турку                                      | Ірйо Вяйсяля        |
| 1464 Армістісія (Armisticia)     | 1939 VO              | 11 листопада 1939 | Вільямс Бей                                | Джордж Ван-Бісбрук  |
| 1465 Автонома (Autonoma)         | 1938 FA              | 20 березня 1938   | Гамбурзька обсерваторія                    | Арно Артур Вахман   |
| 1466 Мюндлерія (Mundleria)       | 1938 KA              | 31 травня 1938    | Обсерваторія Гейдельберг-Кеніґштуль        | К. В. Райнмут       |
| 1467 Машона (Mashona)            | 1938 OE              | 30 липня 1938     | Республіканська обсерваторія Йоганнесбурга | Сиріл Джексон       |
| 1468 Zomba                       | 1938 PA              | 23 липня 1938     | Республіканська обсерваторія Йоганнесбурга | Сиріл Джексон       |
| 1469 Лінзія (Linzia)             | 1938 QD              | 19 серпня 1938    | Обсерваторія Гейдельберг-Кеніґштуль        | К. В. Райнмут       |
| 1470 Карла (Carla)               | 1938 SD              | 17 вересня 1938   | Обсерваторія Гейдельберг-Кеніґштуль        | Альфред Борман      |
| 1471 Торніо (Tornio)             | 1938 SL1             | 16 вересня 1938   | Турку                                      | Ірйо Вяйсяля        |
| 1472 Муоніо (Muonio)             | 1938 UQ              | 18 жовтня 1938    | Турку                                      | Ірйо Вяйсяля        |
| 1473 Оунас (Ounas)               | 1938 UT              | 22 жовтня 1938    | Турку                                      | Ірйо Вяйсяля        |
| 1474 Beira                       | 1935 QY              | 20 серпня 1935    | Республіканська обсерваторія Йоганнесбурга | Сиріл Джексон       |
| 1475 Ялта (Yalta)                | 1935 SM              | 21 вересня 1935   | Сімеїз                                     | Пелагея Шайн        |
| 1476 Кокс (Cox)                  | 1936 RA              | 10 вересня 1936   | Королівська обсерваторія Бельгії           | Ежен Жозеф Дельпорт |
| 1477 Бонсдорффіа (Bonsdorffia)   | 1938 CC              | 6 лютого 1938     | Турку                                      | Ірйо Вяйсяля        |
| 1478 Вігурі (Vihuri)             | 1938 CF              | 6 лютого 1938     | Турку                                      | Ірйо Вяйсяля        |
| 1479 Інкері (Inkeri)             | 1938 DE              | 16 лютого 1938    | Турку                                      | Ірйо Вяйсяля        |
| 1480 Авнус (Aunus)               | 1938 DK              | 18 лютого 1938    | Турку                                      | Ірйо Вяйсяля        |
| 1481 Тюбінгія (Tubingia)         | 1938 DR              | 7 лютого 1938     | Обсерваторія Гейдельберг-Кеніґштуль        | К. В. Райнмут       |
| 1482 Себастіана (Sebastiana)     | 1938 DA1             | 20 лютого 1938    | Обсерваторія Гейдельберг-Кеніґштуль        | К. В. Райнмут       |
| 1483 Хакоїла (Hakoila)           | 1938 DJ1             | 24 лютого 1938    | Турку                                      | Ірйо Вяйсяля        |
| 1484 Пострема (Postrema)         | 1938 HC              | 29 квітня 1938    | Сімеїз                                     | Григорій Неуймін    |
| 1485 Іса (Isa)                   | 1938 OB              | 28 липня 1938     | Обсерваторія Гейдельберг-Кеніґштуль        | К. В. Райнмут       |
| 1486 Мерилін (Marilyn)           | 1938 QA              | 23 серпня 1938    | Королівська обсерваторія Бельгії           | Ежен Жозеф Дельпорт |
| 1487 Бода (Boda)                 | 1938 WC              | 17 листопада 1938 | Обсерваторія Гейдельберг-Кеніґштуль        | К. В. Райнмут       |
| 1488 Аура (Aura)                 | 1938 XE              | 15 грудня 1938    | Турку                                      | Ірйо Вяйсяля        |
| 1489 Аттіла (Attila)             | 1939 GC              | 12 квітня 1939    | Обсерваторія Конколь                       | Дєрдь Кулін         |
| 1490 Лімпопо (Limpopo)           | 1936 LB              | 14 червня 1936    | Республіканська обсерваторія Йоганнесбурга | Сиріл Джексон       |
| 1491 Бальдуїнус (Balduinus)      | 1938 EJ              | 23 лютого 1938    | Королівська обсерваторія Бельгії           | Ежен Жозеф Дельпорт |
| 1492 Оппольцер (Oppolzer)        | 1938 FL              | 23 березня 1938   | Турку                                      | Ірйо Вяйсяля        |
| 1493 Сігрід (Sigrid)             | 1938 QB              | 26 серпня 1938    | Королівська обсерваторія Бельгії           | Ежен Жозеф Дельпорт |
| 1494 Саво (Savo)                 | 1938 SJ              | 16 вересня 1938   | Турку                                      | Ірйо Вяйсяля        |
| 1495 Гельсінкі (Helsinki)        | 1938 SW              | 21 вересня 1938   | Турку                                      | Ірйо Вяйсяля        |
| 1496 Турку (Turku)               | 1938 SA1             | 22 вересня 1938   | Турку                                      | Ірйо Вяйсяля        |
| 1497 Тампере (Tampere)           | 1938 SB1             | 22 вересня 1938   | Турку                                      | Ірйо Вяйсяля        |
| 1498 Лахті (Lahti)               | 1938 SK1             | 16 вересня 1938   | Турку                                      | Ірйо Вяйсяля        |
| 1499 Порі (Pori)                 | 1938 UF              | 16 жовтня 1938    | Турку                                      | Ірйо Вяйсяля        |
| 1500 Ювяскюля (Jyvaskyla)        | 1938 UH              | 16 жовтня 1938    | Турку                                      | Ірйо Вяйсяля        |

| Астероїди 1—10000 → |           |           |           |           |           |           |           |           |            |
| 1—100               | 1001—1100 | 2001—2100 | 3001—3100 | 4001—4100 | 5001—5100 | 6001—6100 | 7001—7100 | 8001—8100 | 9001—9100  |
| 101—200             | 1101—1200 | 2101—2200 | 3101—3200 | 4101—4200 | 5101—5200 | 6101—6200 | 7101—7200 | 8101—8200 | 9101—9200  |
| 201—300             | 1201—1300 | 2201—2300 | 3201—3300 | 4201—4300 | 5201—5300 | 6201—6300 | 7201—7300 | 8201—8300 | 9201—9300  |
| 301—400             | 1301—1400 | 2301—2400 | 3301—3400 | 4301—4400 | 5301—5400 | 6301—6400 | 7301—7400 | 8301—8400 | 9301—9400  |
| 401—500             | 1401—1500 | 2401—2500 | 3401—3500 | 4401—4500 | 5401—5500 | 6401—6500 | 7401—7500 | 8401—8500 | 9401—9500  |
| 501—600             | 1501—1600 | 2501—2600 | 3501—3600 | 4501—4600 | 5501—5600 | 6501—6600 | 7501—7600 | 8501—8600 | 9501—9600  |
| 601—700             | 1601—1700 | 2601—2700 | 3601—3700 | 4601—4700 | 5601—5700 | 6601—6700 | 7601—7700 | 8601—8700 | 9601—9700  |
| 701—800             | 1701—1800 | 2701—2800 | 3701—3800 | 4701—4800 | 5701—5800 | 6701—6800 | 7701—7800 | 8701—8800 | 9701—9800  |
| 801—900             | 1801—1900 | 2801—2900 | 3801—3900 | 4801—4900 | 5801—5900 | 6801—6900 | 7801—7900 | 8801—8900 | 9801—9900  |
| 901—1000            | 1901—2000 | 2901—3000 | 3901—4000 | 4901—5000 | 5901—6000 | 6901—7000 | 7901—8000 | 8901—9000 | 9901—10000 |